# Carlo Carignani (compositore)
Carlo Carignani (Lucca, 1857 – Milano, 5 marzo 1919) è stato un compositore, direttore d'orchestra e maestro di canto italiano.
Allievo di Carlo Angeloni, fu amico d'infanzia di Giacomo Puccini, e frequentò con lui l'Istituto musicale Giovanni Pacini di Lucca (oggi Istituto Superiore di Studi Musicali Luigi Boccherini). Ridusse per canto e pianoforte tutte le opere di Puccini, da Edgar (1889) al Trittico.
Fu autore di musica da camera e per banda. Nel 1885 compose un inno per l'inaugurazione del monumento a Vittorio Emanuele II, a Lucca.
Puccini gli dedicò il Minuetto n. 3 per quartetto d'archi.

## Composizioni
- 4 pensieri per violino o mandolino con accompagnamento di pianoforte
- Gavotta per quartetto d'archi
- Toscanina, mazurca per pianoforte
- Carezze, mazurca per pianoforte
- Simpatica, mazurca per pianoforte
- Mietta, polka per pianoforte
- Sull'imbrunire, pensiero melodico per pianoforte
- Notturno per pianoforte
- Momento triste per pianoforte
- Dove si va, idillio barcarola
- Non c'è più convento, madrigale per mezzosoprano o baritono e pianoforte
- La vispa Teresa, romanzetta per tenore o soprano e pianoforte
- Inno per l'inaugurazione del monumento a Vittorio Emanuele II a Lucca, per banda
- Saluto al Gran Re, inno trionfale per pianoforte a 4 mani per l'entrata dell'Esercito Italiano in Roma
- Edgar di Giacomo Puccini - Impressioni per pianoforte (2 fascicoli)
- A Gesù Bambino pianoforte e voce